# Barbara Suchner

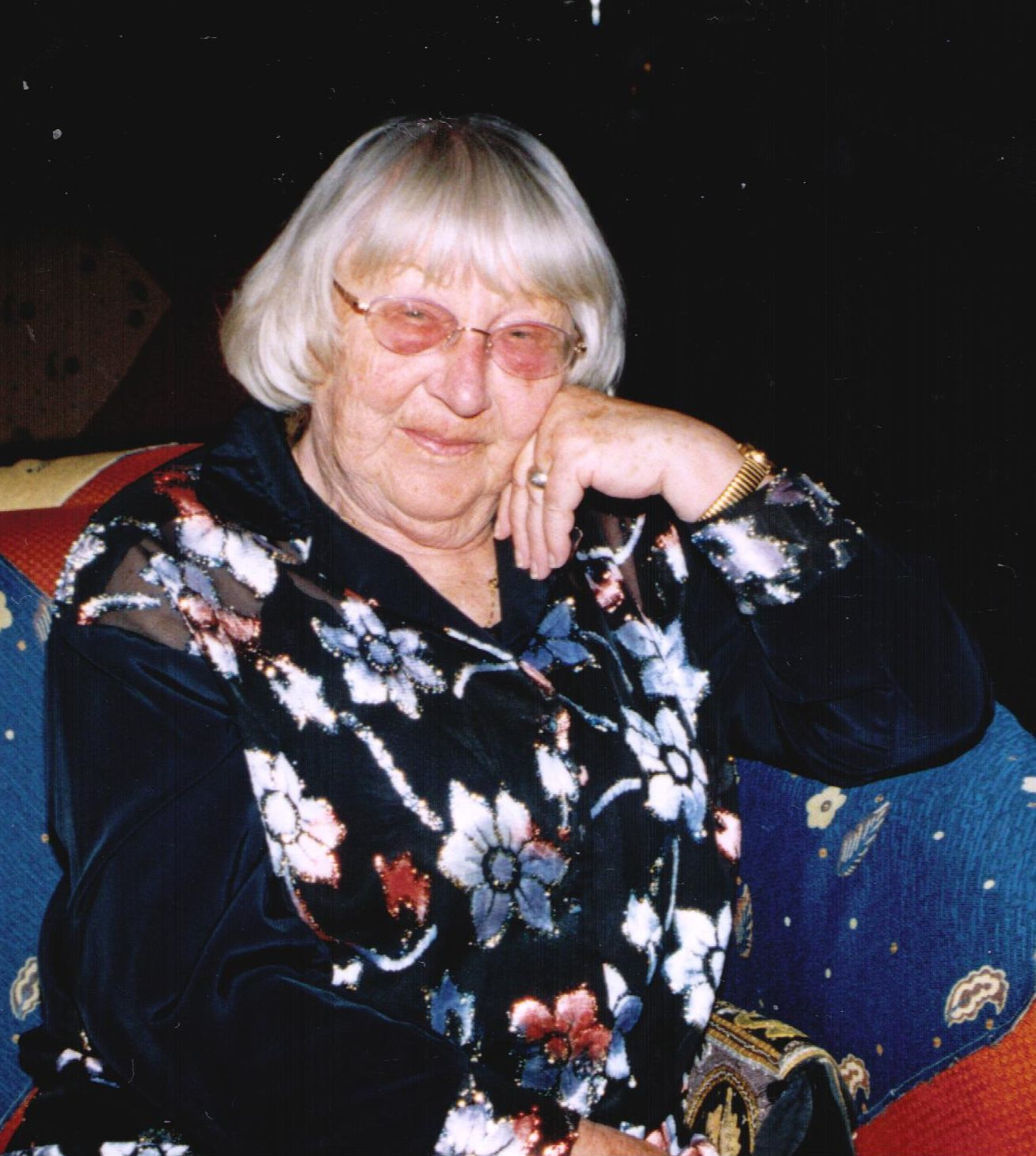
Barbara Suchner

Barbara Suchner, geb. Prudix, (* 31. Juli 1922 in Breslau; † 24. Juli 2010 in Tann) war eine deutsche Lyrikerin und Schriftstellerin.

## Lebensweg
Barbara Suchner stammt aus einer gutbürgerlichen Familie. Ihr Vater, ein promovierter Ingenieur und Betriebsdirektor der Ferngas A.G. Niederschlesien, verstarb bereits 1935. 1942 begann Barbara Suchner ein Studium der Philologie an der Universität Breslau. Nach der Vertreibung aus ihrer schlesischen Heimat setzte sie ihr Studium an der Universität Passau und der Universität Erlangen fort. 1950 bestand sie das pharmazeutische Staatsexamen. Als Apothekerin führte sie gemeinsam mit ihrem Mann 25 Jahre eine Apotheke in Günzburg und über zwei Jahrzehnte lang in Bad Griesbach im Rottal. Seit 1976 lebte sie in Tann.

## Literarisches Wirken
Bereits als Abiturientin schrieb Barbara Suchner Gedichte, doch erst 1974 publizierte sie ihren ersten Lyrikband. Seitdem sind von ihr weitere Gedichtbände, später auch Erzählungen und Romane erschienen. Erinnerungen an ihre schlesische Heimat durchziehen ihr literarisches Werk. Mit ihren Tagebuchblättern Kein Engel fällt vom Himmel fand sie vornehmlich unter den Schlesiern einen weiten Leserkreis. Zu ihren bekanntesten Werken gehört das Buch Verloren ist kein Wort. Liebesbriefe aus schwerer Zeit (1941-1950), eine Dokumentation des Briefwechsels mit ihrem Klassenkameraden und späteren Ehemann Werner Suchner, der viele Jahre in sowjetischer Kriegsgefangenschaft verbringen musste. Über mehrere Jahrzehnte sammelte sie schlesische Wörter, Ausdrücke und typische Redensarten und gestaltete daraus ein Schlesisches Wörterbuch und ein Buch mit Schlesischen Redensarten.
Viele Jahre engagierte sich Barbara Suchner in der Gesellschaft der Lyrikfreunde. Von 1988 bis 2003 war sie deren Repräsentantin für Bayern. In den von ihr herausgegebenen Lyrischen Flugblättern „Das Gedicht“ (1985–2006) hat sie deutschsprachige Lyriker mit ausgewählten Gedichten vorgestellt.

## Werke
- Glückselig ist … Denkanstöße in Stabreimen. Günzburg 1974.
- Mehr Licht. Vademecum für Lebensbejahende. Günzburg 1977.
- Land der Tränen und Träume. Schlesische Kindheitserinnerungen. Günzburg 1978, 11. Aufl. Pocking 1998.
- Du kannst, denn du sollst. Gespräche mit unseren Jugendlichen. Günzburg 1980, 2. Aufl. ebd. 1985.
- Wegwarte. Gedichte. Sankt Michael (Österreich).1981. 2. Aufl. Heidenheim an der Brenz 1985.
- Kein Engel fällt vom Himmel. Tagebuchblätter (1942/44). Günzburg 1982, 2. Aufl. ebd.1984, 3. Aufl. Freiburg/Br. 1992.
- Pilgrim und Bürger. Prosa und Lyrik. Günzburg 1982.
- Innere Wege. Vademecum. Lyrik und Prosa. Günzburg 1984.
- Und wenn die tausend Jahre vollendet sind. Nachkriegserzählungen. Hann.Münden 1985, 2. Aufl. Günzburg 1987, 3. Aufl. ebd. 1993.
- Lauschen – Schauen – Brücken bauen. Gedichte. Hann.Münden 1987.
- Ein Blühen – ein Leuchten. Andalusische Impressionen. Gedichte. Karlsruhe 1988.
- Tod, wo ist dein Stachel. Gedichte – Tröstliche Gedanken. Günzburg 1989.
- Schlesisches Wörterbuch. Leer 1990, 2. Aufl. Husum 1996, 3. Aufl. ebd. 2006.
- Wo endet die Spur? Abendgedanken. Gedichte. Tiefenbach 1992.
- Lieber gutt gelebt und dafür länger. Schlesische Redensarten. Husum 1994, 2. Aufl. ebd. 2000.
- Verloren ist kein Wort. Liebesbriefe aus schwerer Zeit (1941-1950). Husum 1996.
- Erfüllter Jahre Widerschein. Begegnungen – Entgegnungen. Tiefenbach 1997.
- Weit ist der Weg nach Sanssouci. Roman mit autobiographischen Zügen. Pocking 2000.
- Feuriger Herbst. Gedichte. München 2002.
- Das Schloß in Schlesien. Roman. München 2006.

## Mitverfasste Bücher
- Die Chronik der Penne: Geschichte und Geschichten der Oberschule Trebnitz/Schlesien. Herausgegeben von der Gemeinschaft Ehemaliger Lehrer und Schüler. Redaktion: Barbara Suchner. Tann 1990. ISBN 3-928348-00-0.

## Auszeichnungen
- 1981 Lyrikpreis "Die Rose"
- 1984 Lyrikpreis beim Wettbewerb "Soli Deo Gloria"
- 1990 "Rudolf-Descher-Feder" der Interessengemeinschaft deutschsprachiger Autoren (IGdA)
- 2005 Schlesierschild